# Vivian Corazone
Vivian Corazone Aquino là một cầu thủ bóng đá người Kenya chơi cho câu lạc bộ Soccer Queen đang chơi tại Giải bóng đá nữ Kenya và đội tuyển quốc gia Kenya với vai trò là một tiền vệ, cô được biết đến với khả năng sử dụng cả hai chân và lừa bóng.

## Sự nghiệp cấp Câu lạc bộ

#### Masa Babes
Corazone bắt đầu chơi bóng đá tại Nairobi, Makongeni, trụ sở tại Masa Babes vào năm 2007 khi mới 9 tuổi.

### Trường trung học Makongeni
Trường trung học Makongeni ở Nairobi đã đăng ký Corazone cho giáo dục trung học vào năm 2012, cô chơi cho đội bóng đá trường học cho đến khi cô rời đi vào năm 2013.

### Trường trung học Olympic
Năm 2013, Corazone gia nhập trường trung học Olympic năm 2013, cô chơi cho đội bóng đá trường học và là một thành viên của đội giành chức vô địch quốc gia 2013 và tham gia các trận đấu ở trường trung học Đông Phi.

### Kenya U17
Corazone là đội trưởng của đội tuyển bóng đá nữ U17 Kenya được huấn luyện bởi Kadualo.

## Sự nghiệp cấp quốc gia

#### Soccer Queens
Soccer Queens thu nhận Corazone ngay sau khi cô học xong trung học, cô có hai bàn thắng và sáu pha kiến tạo tại Giải vô địch bóng đá nữ Kenya 2016, đồng thời là đội trưởng của Soccer Queens.

## Sự nghiệp quốc tế
Aquino chơi cho đội tuyển quốc gia Kenya và có 4 bàn thắng cho đội.